# Peter Frederick Strawson
Peter Frederick Strawson (ur. 23 listopada 1919 w Londynie, zm. 13 lutego 2006 w Oksfordzie) – brytyjski filozof współczesny, reprezentant tradycji brytyjskiej filozofii analitycznej, profesor oksfordzki.

## Życiorys
Urodził się i wychował w Londynie w rodzinie dwojga nauczycieli. W latach 1937–1940 studiował w oksfordzkim St John’s College filozofię, ekonomię i politologię. Od 1940 do 1946 roku służył w brytyjskiej armii dochodząc do stopnia kapitana. Będąc jeszcze w wojsku w 1945 roku poślubił Grace Hall Martin, z którą doczekał się czworga dzieci. W 1946 roku P.F. Strawson został zatrudniony na stanowisku asystenta w University College of North Wales w Bangor, a w następnym roku przeniósł się na Uniwersytet Oksfordzki już jako wykładowca. Od 1960 r. jest członkiem Akademii Brytyjskiej.  W 1968 roku objął katedrę filozofii na Uniwersytecie Oksfordzkim, z tytułem Waynflete Chair of Metaphysical Philosophy. W 1977 r. otrzymał tytuł szlachecki. Dziesięć lat później przeszedł na emeryturę. Zmarł 13 lutego 2006 roku w Oksfordzie.
Strawson stał się znany po publikacji artykułu z 1950 r. On referring gdzie skrytykował teorię deskrypcji Russella. Do jego głównych dzieł można zaliczyć: Individuals: An Essay in Descriptive Metaphysics (1959). Jego badania koncentrowały się głównie wokół metafizyki uprawianej z pozycji filozofii analitycznej i namysłu nad językiem potocznym. To jemu w dużej mierze współczesna filozofia analityczna zawdzięcza rehabilitację metafizyki jako dyscypliny filozoficznej. Takie znaczenia ma jego głośna Indywidua.
Strawson zajmował się również, dość szeroko, komentowaniem krytycznej filozofii Kanta (rok 1966). Należał do reprezentantów filozofii transcendentalnej, opierającej się na punkcie widzenia analizy.

## Dzieła
- Introduction to Logical Theory (1952)
- In Defence of a Dogma (1956)
- Individuals. An essay in descriptive metaphysics (1959)
- The Bounds of Sense. An essay on Kant's "Critique of Pure Reason" (1966)
- Logico-Linguistic Papers (1971)
- Freedom and Resentment (1974)
- Subject and Predicate in Logic and Grammar (1974)
- Skepticism and Naturalism (1985)
- Analyse et métaphysique (1985)